# Bangladeschisch-österreichische Beziehungen
Als bangladeschisch-österreichische Beziehungen wird das zwischenstaatliche Verhältnis von Bangladesch und Österreich bezeichnet. Die Beziehungen zwischen den beiden Ländern können als freundlich bezeichnet werden. Beide Länder sind dabei, diese Verbindung stärken.

## Geschichte

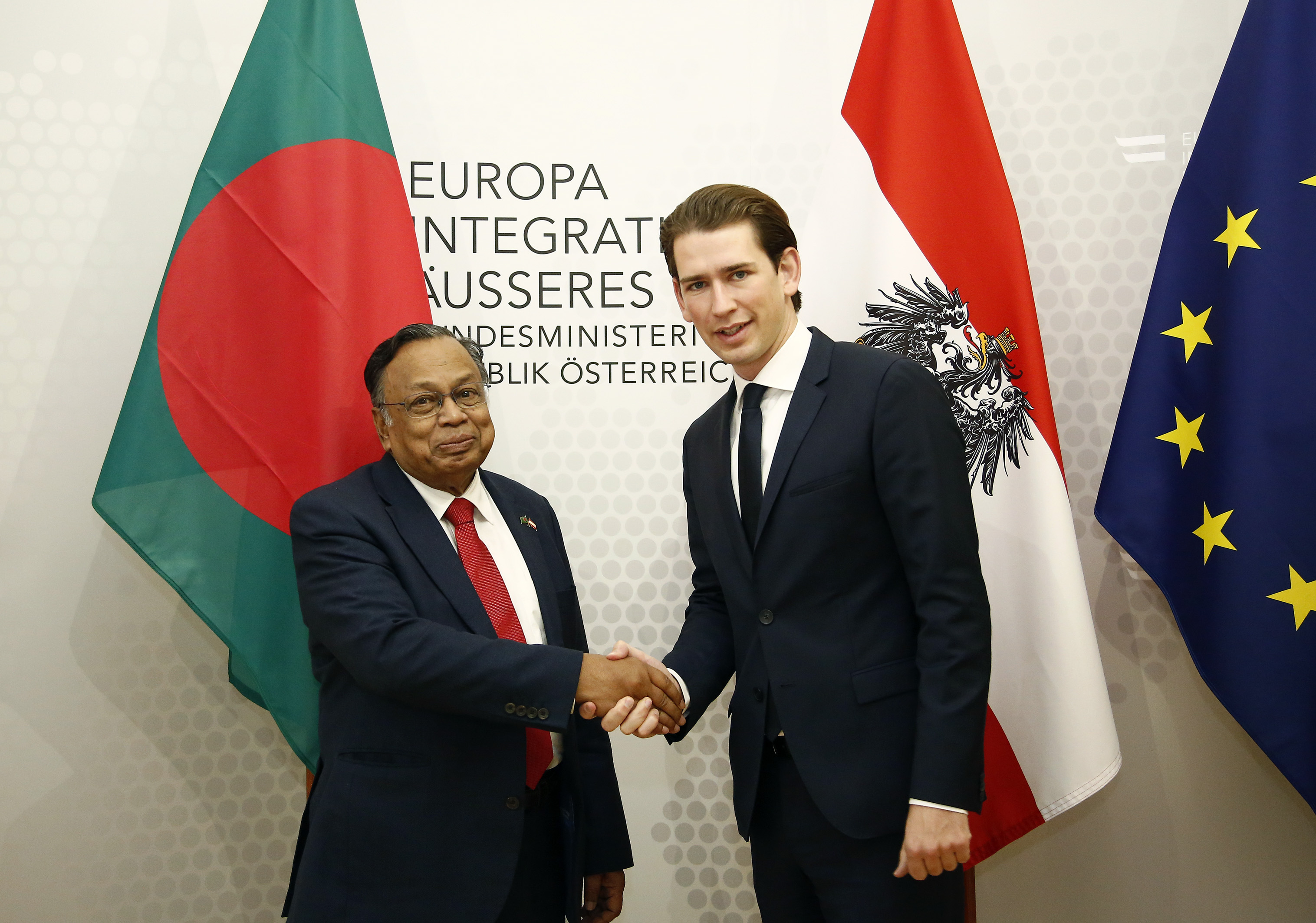
Abdul Hassan Mahmood Ali mit Sebastian Kurz im Oktober 2016

Auf Grund der weiten Entfernung (zwischen den beiden Hauptstädten Dhaka und Wien liegen beinahe 7000 Kilometer Luftlinie) waren die Kontakte zwischen den beiden Staaten im Laufe der Geschichte eher gering. Bangladesch nahm nie eine bedeutende Rolle in Asien ein und Österreich, auch wenn es unter der Herrschaft der Habsburger innerhalb Europas sehr mächtig war, konzentrierte sich auf kontinentale Angelegenheiten und wurde nie ein Kolonialreich.
Trotz der guten Beziehungen und der gegenseitigen Übereinkunft in verschiedenen internationalen Fragen gab es zwischen den beiden Ländern bis Mitte der 1990er-Jahre nur ein Mindestmaß an bilateralen Kontakten. Am 4. Februar 1972 erkannte Österreich Bangladesch als eigenständigen Staat an. 1990 besuchte der österreichische Außenminister und Vizekanzler Alois Mock Bangladesch. 1992 folgte eine Delegation der Wirtschaftskammer Österreich. In den späten 1990er- und frühen 2000er-Jahren gab es mehrere gegenseitige Besuche auf Staatssekretär-Ebene. Wirtschaftsgespräche im April 1997 unter der Leitung von Josef Mayer vom Wirtschaftsministerium führten zu einem schrittweisen Ausbau der wirtschaftlichen Beziehungen der beiden Länder. 2000 folgten weitere bilaterale Wirtschaftsgespräche. Im Februar 2013 besuchte der bangladeschische Außenminister Dipu Moni Wien im Rahmen seiner Teilnahme an der „5. Global Forum der Allianz der Zivilisationen der Vereinten Nationen“. Dabei kam es zu einem bilateralen Treffen mit Außenminister Michael Spindelegger und Wirtschaftskammer-Präsident Christoph Leitl sowie Mitgliedern des außenpolitischen Ausschusses des Parlaments. Der bangladeschische Außenminister Abdul Hassan Mahmood Ali traf 2016 Außenminister Sebastian Kurz und Christoph Leitl in Wien. 2017 fand die 136. IPU-Konferenz in Dhaka statt. Aus Österreich nahmen die Nationalratsabgeordneten Reinhold Lopatka (ÖVP), Andreas Karlsböck (FPÖ), Gabriela Moser (Grüne) und Petra Bayer (SPÖ) teil. 2017 kam die bangladeschische Premierministerin Sheikh Hasina Wajed nach Wien, um an der internationalen Konferenz der IAEA teilzunehmen. Im Rahmen der Konferenz kam es zu einem bilateralen Treffen mit dem österreichischen Bundespräsident Alexander Van der Bellen und Bundeskanzler Christian Kern.

## Diplomatie
Bangladesch ist in Österreich seit 1. November 2014 durch seine Botschaft in Wien vertreten. Der Botschafter in Wien ist außerdem die Vertretung in Ungarn und Slowenien sowie bei den Internationalen Organisationen in Wien.
Bangladesch liegt im Amtsbereich der Österreichischen Botschaft Neu-Delhi. Ein Honorarkonsulat in Dhaka kümmert sich unter Leitung der Botschaft in Indien um die konsularischen Anliegen Österreichs in Bangladesch. Im Dezember 2009 errichtete die Wirtschaftskammer Österreich ein Marketingbüro in Dhaka.

## Wirtschaft
2016 wurden Waren im Wert von 160 Mio. Euro von Österreich nach Bangladesch exportiert. Die wichtigsten österreichischen Exportwaren sind Stromaggregate, Maschinen, Spinnstoffe, Papier, elektrotechnische Waren und chemische Erzeugnisse. Nach Österreich importiert wurden Waren im Gesamtwert von 634 Mio. Euro. Mehr als 90 % der österreichischen Importe entfallen auf Bekleidungsartikel. 2018 sind in Bangladesch rund 30 österreichische Unternehmen vertreten.